# باشگاه فوتبال هرمانشتات
باشگاه فوتبال هرمانشتات (آلمانی: Hermannstadt) یک باشگاه فوتبال مستقر در شهرستان سیبیو، رومانی است که در حال حاضر در لیگ دسته اول فوتبال رومانی، بالاترین سطح لیگ فوتبال در این کشور به فعالیت می‌پردازد. 
این باشگاه در سال ۲۰۱۵ و در لیگ دسته چهارم فوتبال رومانی بنیان گردید و با سه صعود متوالی، در فصل‌های ۰۱۶-۲۰۱۵، ۲۰۱۷-۲۰۱۶ و ۲۰۱۸-۲۰۱۷ به لیگ دسته اول فوتبال رومانی رسید.